# Notifica (ordinamento civile italiano)

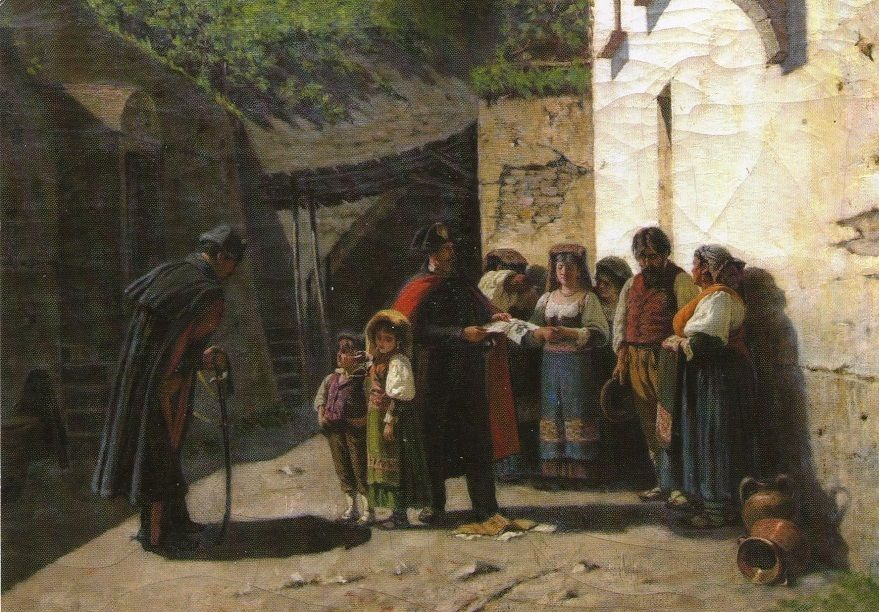
Raffaello Tancredi, La notifica (olio su tela)

La notificazione, (comunemente notifica), nell'ordinamento civile, penale ed amministrativo italiano è un istituto giuridico attraverso il quale si porta a conoscenza un determinato documento o atto processuale ad uno o più soggetti individuati.
Se perfettamente eseguita ed avvenuta, si presume che l'atto sia stato portato a conoscenza del destinatario. La prova dell'avvenuta notifica si ha tramite un documento sottoscritto dal notificante, che prende il nome di "relazione di notificazione", altresì conosciuta come "relata di notifica".

## Disciplina normativa
Non costituisce un obbligo giuridico del soggetto che la compie, ma è al contrario un onere che gli è imposto per poter procedere ad azione legale. La disciplina relativa alla notifica trova una collocazione organica nel codice di procedura civile italiano; in particolare è regolamentata dagli articoli 137 e seguenti del codice.
Ulteriore disciplina è prevista da norme speciali, come la legge 20 novembre 1982, n. 890 e la legge 21 gennaio 1994, n. 53.

## Soggetti preposti
La notificazione degli atti viene eseguita, di prassi, dagli ufficiali giudiziari; a seguito dell'entrata in vigore della legge 53/1994 tale facoltà è stata estesa anche per gli avvocati, abilitati dal proprio consiglio dell'ordine, unicamente in materia civile, amministrativa e tributaria. Perché un avvocato possa eseguire la notifica deve, precedentemente, chiedere l'autorizzazione al proprio consiglio dell'ordine. Questi verificherà se vi siano le condizioni stabilite dalla normativa, ossia che non abbia alcuna sanzione disciplinare. Per poter notificare l'avvocato deve:
- Essere iscritto all'albo professionale
- Avere l'autorizzazione del proprio consiglio dell'ordine.
- Essere munito di un registro cronologico, vidimato in ogni foglio dal proprio consiglio dell'ordine.
- Essere in possesso di una procura alle liti, ex art. 83 c.p.c.

Gli avvocati possono inoltre notificare anche atti stragiudiziali. In questo caso necessitano di una procura rilasciata dal proprio cliente.

## Le modalità

### In mani proprie
È quella prevista dall'articolo 138 del codice di procedura civile, avviene quando l'ufficiale giudiziario consegna personalmente nelle mani del soggetto destinatario l'atto ovunque lo trovi nell'ambito della propria circoscrizione. Pertanto, ad esempio, tale consegna può avvenire anche in un locale pubblico o per la pubblica via(notifica in spazio aperto). Qualora il destinatario rifiuti di ricevere la copia, l'ufficiale giudiziario ne darà atto nella relazione, e la notificazione si considererà fatta in mani proprie.

### Nella residenza, dimora, o domicilio
È quella prevista dall'articolo 139 del codice di procedura civile, avviene quando non sia possibile la notificazione ai sensi dell'articolo 138. Tale notificazione deve essere fatta nel comune di residenza del destinatario, ricercandolo nella casa di abitazione o dove ha l'ufficio o esercita l'industria o il commercio.
Qualora il destinatario non venga trovato in uno di tali luoghi, l'ufficiale giudiziario ha la facoltà di consegnare copia dell'atto a una persona di famiglia o addetta alla casa, all'ufficio o all'azienda, purché non minore di quattordici anni o non palesemente incapace. Qualora manchino anche queste persone più "vicine" al destinatario, l'atto verrà consegnato al portiere dello stabile dove è l'abitazione, l'ufficio o l'azienda. Se dovesse mancare anche il portiere è possibile la consegna a un vicino di casa che accetti di ricevere l'atto. Il portiere o il vicino debbono sottoscrivere una ricevuta. L'originale verrà consegnato al ricevente in busta chiusa e sigillata (privacy). In tal modo l'ufficiale giudiziario potrà dare notizia al destinatario dell'avvenuta notificazione dell'atto, a mezzo di lettera raccomandata.
Qualora il destinatario viva abitualmente a bordo di una nave mercantile, l'atto potrà essere consegnato al capitano o a chi ne fa le veci. Quando non è noto il comune italiano di residenza, la notificazione si fa nel comune di dimora, se anche questa è sconosciuta, nel comune di domicilio, osservando quando sia possibile le disposizioni precedenti.

### A mezzo della posta elettronica certificata
Il meccanismo della posta elettronica certificata (prevista dall'articolo 149-bis CPC) ricalca esattamente la disposizione contenuta nel suddetto articolo 140 CPC, con la differenza che, anziché aspettare i 10 giorni previsti per la notifica "cartacea", il documento si presume correttamente notificato nel momento in cui il sistema informatico restituisce al mittente la "ricevuta elettronica di avvenuta consegna" del messaggio alla casella elettronica certificata del destinatario (il che avviene, generalmente, in maniera pressoché istantanea, cioè subito dopo l'invio del messaggio elettronico certificato).

### Pubblici proclami

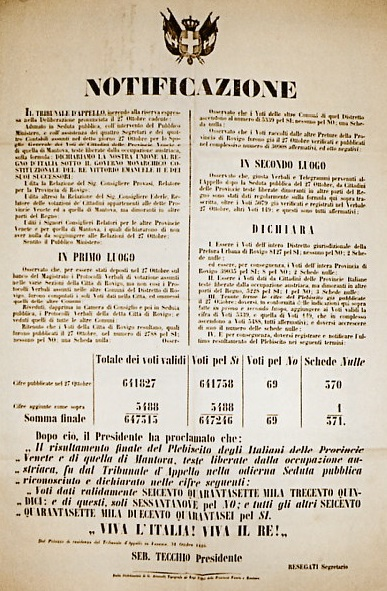
Notificazione dei risultati del plebiscito del Veneto del 1866.

Quando la notificazione ordinaria appare molto difficoltosa per il grande numero di destinatari o per la difficoltà di identificarli tutti (si pensi ad esempio al caso di una notifica da inviare a tutti i proprietari dei terreni da espropriare per costruire una ferrovia), è possibile, previa autorizzazione ai sensi dell'articolo 150 CPC, procedere alla notificazione per pubblici proclami (da pubblicarsi, ad esempio, tramite speciali annunci sui giornali quotidiani, sulla gazzetta ufficiale, oppure tramite l'affissione di manifesti per strada o altri metodi che consentano la conoscibilità presso il pubblico).

## Irreperibilità o rifiuto di riceverne copia
È quella prevista dall'articolo 140 del codice di procedura civile, avviene quando, a causa della impossibilità di eseguire la consegna per irreperibilità o per incapacità o rifiuto delle persone indicate dagli articoli 138 e 139, l'ufficiale giudiziario deposita la copia nella casa del comune dove la notificazione deve eseguirsi, affiggendo avviso del deposito in busta chiusa e sigillata alla porta dell'abitazione o dell'ufficio o dell'azienda del destinatario, e dandogliene notizia per raccomandata con avviso di ricevimento. In tale caso, l'atto si presume correttamente notificato trascorsi 10 giorni dall'avvenuto deposito.